# Mozilla Prism
Mozilla Prism (ранее WebRunner) — это простейший браузер, основанный на XULRunner для запуска web-приложений без стандартного UI браузера. Это позволяет web-приложениям гораздо лучше интегрироваться в стандартное окружение рабочего стола. 
Prism рассчитан на выполнение одного web-приложения одним процессом, все переходы по внешним ссылкам перенаправляются в обычный браузер (концепция Site Specific Browsers — SSB). Крах web-приложения не влияет на другие Prism-окружения.
1 февраля 2011 года проект был закрыт из-за того, что многие возможности за годы разработки оказались устаревшими. Разработчиками был сделан вывод, что активно развивающийся параллельно продукт Chromeless является более перспективным проектом и все ресурсы по разработке подобного типа приложений стоит направить на него.